# Гондуркаев, Сергей Иванович
Серге́й Ива́нович Гондурка́ев (род. 5 мая 1959, Комсомольск-на-Амуре) — советский и российский тренер по боксу. Осуществляет тренерскую деятельность начиная с 1983 года, создатель и директор школы бокса «Ринг-85», личный тренер ряда титулованных российских боксёров, заслуженный тренер России (1997).

## Биография
Сергей Гондуркаев родился 5 мая 1959 года в городе Комсомольске-на-Амуре Хабаровского края. С детства активно занимался спортом, в частности лыжными гонками и теннисом. После окончания школы поступил в местное училище, где учился на слесаря-сборщика летательных аппаратов, одновременно с этим в возрасте семнадцати лет начал посещать секцию бокса — проходил подготовку под руководством заслуженного тренера Николая Николаевича Ли.
В интервью Сергей Гондуркаев рассказал о своем приходе в бокс.

- Я учился во втором училище на слесаря-сборщика летательных аппаратов. Мне, приезжему мальчугану не самой крупной комплекции то и дело доставалось от местных. А ведь я был достаточно спортивным парнем. В такой ситуации захотелось научиться драться так, чтобы уметь постоять за себя. И я пришел в бокс. Правда, несколько поздновато - в 17 лет.

Но помогла хорошая спортивная подготовка: раньше занимался лыжами, теннисом, обладал хорошей реакцией и скоростными качествами. Так что в боксе начал быстро прогрессировать. Года за два достиг уровня мастера спорта.— Сергей Гондуркаев: о спорте, жизни и учёбе. // [А. Альдиев, komsomolsk.su]  (16 октября 2015)
Как боксёр регулярно выступал на соревнованиях, выполнил норматив мастера спорта СССР, затем решил посвятить себя тренерскому делу.
Тренерскую деятельность начал в строительном тресте № 6, затем проходил срочную службу в армии и работал тренером в городе Электросталь Московской области. Вернувшись в Комсомольск-на-Амуре, создал на базе училища № 26 первый в городе специализированный боксёрский зал и школу бокса «Ринг 85», где в настоящее время тренируются более 200 спортсменов. Начиная с 1996 года работал тренером-преподавателем по боксу в краевом государственном учреждении «Школа высшего спортивного мастерства по летним видам спорта» (в 2009 году реорганизовано в краевое государственное учреждение «Центр спортивной подготовки сборных команд Хабаровского края»). Занимал должность главного тренера Дальневосточного федерального округа. Тренер спортивного клуба «Эстафета» при Амурском гуманитарно-педагогическом государственном университете, доцент.
За долгие годы тренерской работы подготовил множество титулованных боксёров, в том числе более 30 мастеров спорта и 11 мастеров спорта международного класса. Среди его учеников серебряный призёр юношеских Олимпийских игр Дмитрий Нестеров, бронзовый призёр европейского первенства и Игр доброй воли Дмитрий Стрельчинин, призёр чемпионатов России Георгий Непомнящий, бронзовый призёр командного Кубка мира Константин Чурилов, победитель молодёжного европейского первенства Александр Малинин, чемпион России Александр Клинков, мастера спорта международного класса Илья Максимов и Павел Петров. За выдающиеся достижения на тренерском поприще в 1997 году Сергей Гондуркаев был удостоен почётного звания «Заслуженный тренер России».
Помимо тренерской деятельности принимает участие в соревнованиях в качестве арбитра, является судьёй международной категории. Организатор ряда крупных турниров по боксу в Хабаровском крае. В период 2012—2014 годов состоял в Общественной палате Хабаровского края.
Полномочия члена Общественной палаты Хабаровского края прекращены решением палаты 22.01.2014 года, протокол № 11 в связи с подачей им заявления о выходе из состава Общественной палаты Хабаровского края с 23 января 2014 года